# Važecká dolina
Važecká dolina je národní přírodní rezervace v oblasti TANAP.
V horní části se odděluje Suchá dolina.
Važeckou dolinu odvodňuje potok Biely Váh.
Nachází se v katastrálním území města Vysoké Tatry v okrese Poprad v Prešovském kraji. Území bylo vyhlášeno či novelizováno v roce 1991 na rozloze 1 185,86 ha. Ochranné pásmo nebylo stanoveno.